# ويليام فوكس (ممثل)
ويليام فوكس (بالإنجليزية: William Fox)‏ هو ممثل بريطاني، ولد في 26 يناير 1911 في الفلبين، وتوفي في 20 سبتمبر 2008 بلندن في المملكة المتحدة.

## وصلات خارجية
- ويليام فوكس على موقع IMDb (الإنجليزية)
- ويليام فوكس على موقع ميوزك برينز (الإنجليزية)
- ويليام فوكس على موقع قاعدة بيانات برودواي على الإنترنت (الإنجليزية)
- ويليام فوكس على موقع ديسكوغز (الإنجليزية)
- ويليام فوكس على موقع قاعدة بيانات الفيلم (الإنجليزية)